# اونسنس (آلبوم)
اونسنس (به انگلیسی: Evanescence) سومین آلبوم استودیویی از گروهٔ موسیقی راک آمریکایی اونسنس می‌باشد که در ۷ اکتبر سال ۲۰۱۱ توسط وایند-آپ رکوردز منتشر شد.
گروه کار نوشتن آلبوم را در ژوئن سال ۲۰۰۹ آغاز کرد. زمان انتشار این آلبوم چندین بار تغییر کرده‌است. اولین بار در ۲۲ فوریهٔ سال ۲۰۱۰ گروه به همراه استیو لیلی‌وایت وارد استودیو شد، اما بعد از آن ضبط کار به خاطر اینکه «خوب در نمی‌آمد» متوقف شد. در آن زمان برنامه‌ریزی شده بود که آلبوم در ماه اوت یا سپتامبر سا ۲۰۱۰ منتشر شود، اما لی بعداً اعلام کرد که گروه استودیو را ترک کرده‌است. در ۱۱ آوریل سال ۲۰۱۱ گروه با یک تهیه‌کننده دیگر به نام نیک راسکولینز به استودیو رفت و ضبط آلبوم در ۸ ژوئیهٔ سال ۲۰۱۱ به پایان رسید. تک‌آهنگ این آلبوم به نام «چیزی که می‌خواهی» در ۹ اوت سال ۲۰۱۱ منتشر شد.